# Arthur Gumbert
Arthur Gumbert (auch: Artur Gumbert; geboren 3. März 1877 in Hannover; gestorben 6. Oktober 1942 im Konzentrationslager Mauthausen) war ein deutscher Jurist.

## Leben

### Familie
Arthur Gumbert war Mitglied einer jüdischen Familie.
Sein später nach Sydney, Australien, emigrierter Sohn Henry Gumbert heiratete Anita, geborene Kaufmann. Das Ehepaar hatte 1943 eine Tochter namens Ivonne Gumbert. Die Familie wohnte seinerzeit in 18a Furber Road, Centennial Park.

### Werdegang
Arthur Gumbert wurde in der Gründerzeit des Deutschen Kaiserreichs in Hannover geboren. Nach seinem Schulbesuch studierte er Rechtswissenschaften in Göttingen, wo er seinen Titel als Dr. jur. an der Georg-August-Universität erhielt.
Nach der Machtergreifung durch die Nationalsozialisten im Jahr 1933  blieb Gumbert zunächst noch in seiner Heimatstadt wohnhaft, wo er als Rechtsanwalt wirkte. Aufgrund der stetig anwachsenden antisemitischen Repressalien emigrierte er jedoch im Februar 1936 in die Niederlande.
In Amsterdam wurde Gumbert von der im Januar 1937 gegründeten Vereenigig van Duitse Emigranten zum zweiten Vorsitzenden gewählt. Hier wirkte er zeitweilig gemeinsam mit Otto Rudolf Falkenberg, dem Sekretär der Vereinigung, die wiederum mit der von Albert Grzesinski zur Gesamtvertretung vor dem Völkerbund geführten Zentralvereinigung der Deutschen Emigration zusammenarbeitete.
Ebenfalls um 1937 erwarb Gumbert das 1890 von dem französischen Impressionisten Pierre-Auguste Renoir 1890 in Öl auf Leinwand gemalte Bildnis vom Alten Hafen Marseilles, betitelt Vieux Port à Marseille. Es stammte aus der Provenienz von der in Berlin lebenden Margarete Oppenheim und gelangte nach einem Tauschgeschäft 1941 später schließlich in einen Katalog des in New York tätigen Auktionshauses Sotheby’s.
Unterdessen war Gumbert in Deutschland aufgrund seiner jüdischen Herkunft sein Doktortitel aberkannt worden.

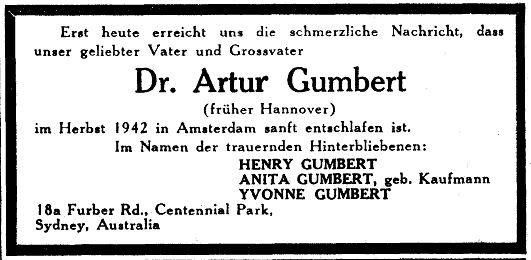
Traueranzeige von Henry Gumberts Familie für den angeblich sanft in Amsterdam entschlafen „Artur Gumbert“;
im Aufbau vom 21. Mai 1943

Mitten im Zweiten Weltkrieg gaben die nach Australien emigrierten Nachkommen Gumberts, an erster Stelle dessen Sohn Henry, in dem deutsch-jüdischen Monatsmagazin Aufbau. Nachrichtenblatt des German-Jewish Club in der Ausgabe vom 21. Mai 1943 eine Traueranzeige für „Dr. Artur Gumbert“ heraus. Demnach hätte die Familie in Sydney erst zu jener Zeit die „schmerzliche Nachricht“ von dem Monate zuvor angeblich „im Herbst 1942 in Amsterdam sanft“ entschlafenen Vater und Großvater erhalten. Tatsächlich aber war Arthur Gumbert in das Konzentrationslager Mauthausen deportiert worden, wo er am 6. Oktober 1942 zu Tode gekommen war.
Am 27. Oktober 2004 beschloss der Senat der Universität Göttingen einstimmig die Nichtigkeit des zur Zeit des Nationalsozialismus unrechtmäßig aberkannten Doktortitels Gumberts.

## Archivalien
Archivalien von und über Arthur Gumbert finden sich beispielsweise
- im Archiv des Instituts für Zeitgeschichte (IfZ)[3]